# Evil Genius
Evil Genius računalna je igra, ironija na špijunske trilere iz 1960-ih, pružajući igraču priliku da i sam zaigra kao zločinac i preuzme kontrolu nad tvrđavom smještenom na skrivenom otoku, popunjenom snažnim pristalicama, odanim podanicima i širokim rasponom sprava, uređaja i zamki. Razvila ju je tvrtka Elixir Studios, a distribuirala tvrtka Sierra Entertainment Games. U Hrvatskoj, njen je distributer Algoritam. Evil Genius u prodaju je pušten 28. rujna 2004.
Igrač postaje zli genij kriminalističke organizacije, čiji je naum osvojiti čitav svijet iz njegove/njene skrivene baze smještene u spilji na skrivenome otoku. Igra uključuje nekoliko aluzija na špijunske filmove poput serije filmova o Jamesu Bondu, i ostalih parodija na iste filmove, poput Austina Powersa.
Igra je zadobila prilično dobre kritike, osvojivši prosječan kritički rang od 77% na stranici Game Rankings.

## Zle jedinice

### Zli geniji
U igri Evil Genius, igrač bira jednog od tri podla avatara kojeg zatim postavlja na vrh svoga carstva:

#### Maximilian
Parodija na lik Ernsta Stavra Blofelda. Ako igrač odabere Maximiliana za svog početnog zlog genija, igra obećaje sniženje novčane potrošnje korištene tijekom istraživačkih radnji za 10% (doduše, ovo postaje suvišno ako igrač preuzme 'istraživački popis' s jedne od web stranica obožavatelja igre Evil Genius). Maximilianov početni pristalica jest Jubei. Maximilianova aura prosječne je veličine, s prosječnim oporavljajućim mogućnostima. Pogubljenje podanika povećava statistike obližnjih podanika za 5 bodova. Njegova tehnika pogubljenja je brz hitac iz pištolja u glavu.

#### Alexis
Vjerojatno parodija na Cruellu de Vil, Alexisina jedinstvena sposobnost jest odanost koju njena karizma i seksualna privlačnost potiču, te radi toga podanici gube statistiku odanosti 20% sporije nego inače. Alexis posjeduje izrazito veliku sferu utjecaja što znači da su podanici u njenoj blizini odaniji nego inače, te se njihova odanost crpi znatno sporije. Ipak, njene oporavljajuće statistike najsporije su od sva tri zla genija. Alexisin početni pristalica jest Eli Barracuda. Pogubljenje podanika povećava statistike obližnjih podanika za 10 bodova. Njena tehnika pogubljenja je spaljivanje njene žrtve uz pomoć njene cigarete.

#### Shen Yu
Također parodija na fiktivnog zlog genija, Fu Manchua. Ako igrač odabere započeti igru kao Shen Yu, agentima je potrebno dulje vrijeme da stignu na skriveni otok, te isti provode 10% manje vremena na otoku nego inače. Shen Yuov početni pristalica je Lord Kane. Shen Yuova sfera utjecaja najmanja je od sva tri zla genija, no posjeduje najbržu oporavljajuću statistiku. Pogubljenje podanika povećava statistike obližnjih podanika za 7 bodova. Njegova tehnika pogubljenja jest probadanje žrtve bodežom u prsa.

### Pristalice
Kako ozloglašenost igrača raste, više će majstorskih kriminalaca i mizantropa htjeti raditi za njega. Pristalice dostupne u igri ispisane su u popisu ispod.
Pristalice posjeduju snažne napade i jedinstvene sposobnosti; isto tako, vrijedni su jer su jedine jedinice kojima igrač može izravno utjecati (osim samih zlih genija). Jedino ih super-agenti mogu ubiti, nakon što ih tri puta onesvijeste.
- Eli Barracuda

Gangster s afro frizurom i smrtonosnim revolverom. Smatra se najboljim likom za pljačkanje na karti svijeta. Također nosi hipnotički geto kazetofon. Temelji se na blaxploitation filmovima, žanru popularnom u 70im godinama.
- Jubei

Samuraj sa sposobnošću teleportacije. Poput brojnih likova u igri, i njegov je prilično stereotipan, s teškim japanskim naglaskom. Njegova odjeća i kosa podsjetnik su na anime. Sposobnost teleportacije čini ga jednim od najboljih jedinica za obranu otoka, posebno zato što mu dopušta da se istog trenutka nađe u neposrednoj blizini superagenata.
- Lord Kane

Stari kriminalni um kojeg se smatra odgovornim za sve od potonuća Titanica, do uništavanja Hindenburga i početka prvog svjetskog rata. Može koristiti psihičke moći kako bi preplašio protivnike. Vjerojatno temeljen na Illuminatima.
- Red Ivan

Ruski general (unatoč njegovom očitom njemačkom naglasku). Posjeduje raketobacač i ne boji se upotrijebiti ga. Doduše, koristi ga slobodoumno, što često uzrokuje zapaljivanje čitave baze. Koristi fraze kao što su "Stop whining" (Prekini cmizdriti) i "You lack discipline" (Nedostaje ti discipline), vjerojatno radi imitiranja uloge Arnolda Schwarzeneggera u filmu Kindergarten Cop. Smatra se kako je Red Ivan parodija na još jednu Schwarzeneggerovu ulogu u filmu Red Heat, gdje Arnold glumi sovjetskog policajca koji dolazi u SAD. Može postaviti minsko polje, ili otplesati sumanuti ples dok baca ručne granate uokolo sebe.
- Dr. Neurocide

Kemičarka koja se usavršila u pravljenju otrovne šminke. Najbolji lik za spletkarenje i otkrivanje nečasnih radnji (Acts of Infamy) na karti svijeta.
- The Matron

Umiljata stara bakica, nekadašnja njegovateljica u psihijatrijskom institutu sa sklonošću ka elektroterapiji.
- Montezuma

Haićanski vudu stručnjak. Posjeduje jedinstvenu sposobnost da okrene agente jedne protiv drugih. Njegov šešir i mračna odjeća vjerojatno su temeljene na onoj Barona Samedija.
- Moko

Legendarni čuvar sela Chichen Itze. Ima razorne fizičke napade.
- The Butcher

Nekadašnji poznati i izvanredni mladi kirurg koji je odlučio koristiti svoje talente kako bi spasio domoroce jugoistočne Azije. Ipak, tijekom operiranja kanibala, njegova je gušterača eksplodirala. Bez pretjeranog razmišljanja i ne trošeći vrijeme, odstranio je pacijentovu gušteraču i transplantirao ju je sebi, što je u njemu pobudilo želju za ljudskim mesom i krvlju. Iako je krhak, posjeduje najbrže vjetšine napadanja u čitavoj igri što mu omogućava da se suoči s desetak protivnika kada se dovoljno približi.
- The Great Mesmero

Pretili hipnotizer koji može smanjiti odanost agenata, ili njima čak izravno upravljati. Najbolji lik u čitavoj igri za smanjivanje bijesa na karti svijeta. Posjeduje kričavu odjeću i izreke mađioničara.
- Col. Blackheart (dostupan samo na bonus disku)

Britanski lovac s metalnom nogom i puškom. Sa sobom također nosi medvjeđe zamke i majmuna ljubimca imena Pendragon.

### Podanici
Podanici čine radnički dio baze i koriste igraču za provođenje različitih zadataka, kako na ekranu svjetske dominacije, tako i na samome otoku. Svaka vrsta podanika ima posebne prednosti i mane. Postoje ukupno četiri vrste podanika, prikazane na popisu dolje.
- Građevinski radnici (ponekad samo radnici) najosnovnija su vrsta podanika u igri Evil genius. Nose žuta odijela, slična onima prikazanima u James Bond filmu Operacija Svemir. Dok ostali podanici moraju biti obučavani, građevinski radnici automatski su 'kupljeni' kada su potrebni, te se frekvencija brzine kojom pristižu na otok određuje količinom novca koju je igrač voljan izdvojiti. Građevinski radnici jedina su vrsta radnika koja je sposobna graditi nove prostorije u tajnoj bazi (otud i njihovo ime). Umjereno su snažni borci, te ih se može opremiti pištoljima.
- Vojni podanici
  - Čuvari su prvi dostupni vojni podanici posebno obučavani za borbu. Imaju više postavke Zdravlja (Health) od građevinskih radnika, te se mogu opremiti puškama ako baza postavljena na žutu ili crvenu uzbunu. Čuvari (kao i ostali vojni podanici) bolji su u krađi novca na karti svijeta, što je glavni izvor prihoda u igri.
  - Plaćenici su snažniji vojni podanici – imaju više postavke Zdravlja (Health) i Izdržljivosti (Endurance) od čuvara, i mogu se opremiti težim vatrenim oružjem i bacačima plamena ako je baza postavljena na žutu ili crvenu uzbunu.
  - Strijelci rukuju svojim puškama sa smrtonosnom učinkovitošću – koje sa sobom nose čak i kada je baza postavljena na zelenu (default) postavku. Veoma su dobri u krađi novca i zaštiti ostalih podanika na karti svijeta.
  - Istočnjački borci izbjegavaju vatreno oružje, usredotočavajući se na pronalazak unutarnje snage za borbu protiv neprijatelja. Čak i najbolje opremljeni agenti često su pobijeđeni od strane ovih podanika (pod uvjetom da se dovoljno približe). Veoma su dobri u krađi novca i zaštiti ostalih podanika na karti svijeta.
- Znanstveni podanici
  - Tehničari popravljaju predmete u bazi kada se istroše ili oštete, te mogu istraživati nove predmete do određenog stupnja. Tehničari (kao i svi ostali znanstveni podanici) učinkoviti su u spletkarenju novih nečasnih radnji na karti svijeta i smanjivanju vremenskog trajanja izvođenja istih.
  - Znanstvenici su daleko bolji u istraživanju od tehničara. Ipak, znanstvenici ne mogu popravljati pokvarene, istrošene ili oštećene predmete poput tehničara, no iskazuju se u otkrivanju novih nečasnih radnji na karti svijeta.
  - Kvantni fizičari napredni su znanstveni podanici. Njihove istraživačke sposobnosti bolje su od znanstvenika, i izrazito su dobri u otkrivanju novih nečasnih radnji na karti svijeta.
  - Biokemičari su važan dio istraživačkog tima koji se bavi biokemijskim istraživačkim metodama. Njihove istraživačke sposobnosti prilično su visoke, kao i njihova sposobnost otkrivanja novih nečasnih radnji.
- Društveni podanici
  - Sobari su prva dostupna vrsta društvenih podanika u igri. Sobari mogu crpiti postavke Pažnje (Attention) agenata i turista, uzrokujući njihova zatupljena stanja u kojima slijepo upadaju u zamke i stoje na jednome mjestu češući svoje glave. Sobari također mogu nositi iscrpljene podanike i pristalice natrag u njihove sobe, i jedina su podanici koji se mogu služiti aparatima za gašenje požara. Poput svih društvenih podanika, sobari mogu raditi u hotelu kada je potrebno, te smanjivati Bijes (Heat) na karti svijeta.
  - Stručnjaci za medije vješti su u odvlačenju pažnje agenata i turista od tajne baze kroz crpljenje njihove Pameti (Smarts) – uzrokujući zaboravljanje onog što su dotad vidjeli. Stručnjaci za medije učinkovitiji su u smanjivanju Bijesa na karti svijeta, no nisu sposobni izvršavati neke od posebnih poslova sobara, poput gašenja požara, ili pomaganja iscrpljenim podanicima i pristalicama.
  - Playboyji zavode i odvlače pažnju agentima na otoku, crpeći male količine njihove Odanosti (Loyalty), Pažnje (Attention) i Pameti (Smarts) kroz alkohol i šaputanja besmislenih riječi u njihove uši. Playboyji su izrazito učinkoviti u smanjivanju Bijesa na karti.
  - Diplomati smanjuju Odanost agenata podmićujući ih raznim svotama novaca. Ako uspiju sniziti agentovu Odanost dovoljno nisko, agent će zaboraviti svoju misiju i tumarati otokom poput turista. Diplomati su izrazito učinkoviti u smanjivanju Bijesa na karti svijeta.

- Osobni tjelohranitelji ponudit će svoje usluge igraču kako njegova/njena Ozloglašenost (Notoriety) bude rasla.
- Nakaze su veliki plavi stvorovi stvoreni reanimacijom mrtvog tijela agenta u biološkim spremnicima. Tumaraju otokom, izravno napadajući agente i okidajući zamke.

## Snage pravde
Svijet igre Evil Genius podijeljen je u regije koje su kontrolirane od strane pet svjetskih antiterorističkih saveza:
- S.A.B.R.E (Europa, Južna Afrika, Australazija, Indija)
- P.A.T.R.I.O.T (SAD, Kanada, Meksiko, Japan, Sjeverna Koreja, Tajvan)
- A.N.V.I.L (Kina, Jugoistočna Azija)
- H.A.M.M.E.R (Sovjetski Savez, Kuba)
- S.M.A.S.H (Afrika, Bliski istok, Južna Amerika, Antarktika)

Svaki od saveza tijekom igre slat će nekoliko vrsta agenata na otok kako bi spriječila igrača u njegovim naumima. Kako savez dobiva sve više i više informacija o igraču (zbog nečasnih radnji i kriminalističkih radnji u pojedinom savezu), na otok će slati sve iskusnije i opasnije agente.
Prvi neprijatelji koji se pojavljuju na otoku jesu agenti – špijuni koji su poslani na otok kako bi pronašli inkriminirajuće dokaze. Agenti nisu vješti u borbama, no svejedno predstavljaju prijetnju ako uspiju pronaći zločinačke dokaze (poput leševa, ili oružja) i otiđu s otoka s istima, što povećava pažnju saveza prema samom igraču. S druge strane, sumnje saveza smanjit će se ako se agenti vrate natrag praznih ruku, te se stoga ubijanje agenata ne smatra nužnim. Ključno je sakriti inkriminirajuće dokaze duboko u sigurnost baze, smanjujući tako rizik da će agenti naići na njih.
Još jedni rani neprijatelji su provalnici, koji pokušavaju ušuljati se u bazu kako bi ukrali vrijedne predmete. Gubljenje vrijednih predmeta ne predstavlja fatalnu grešku kriminalnoj organizaciji u igri, no može postati veoma neugodno i otežavati daljnje napredovanje kroz igru. Ako provalnik uspije ukrasti plijen koji je dobiven na misijama, poput rijetkog umjetničkog rada kojeg je igrač ukrao, predmet se nepovratno gubi.
Kako igrač počne privlačiti sve veću pažnju od snaga pravde, počet će se pojavljivati saboteri. Ovi vladini djelatnici uznemiruju kriminalističku organizaciju napadajući nezaštićene podanike i okidajući eksplozive kojima uništavaju vitalne dijelove baze. Eksplozija u krivoj prostoriji može potpuno uništiti čitavu prostoriju punu vrijednih predmeta. Saboteri su posebno skloni uništavanju generatora, te tako čine veći dio baze beskorisnim.
Kao osvetu na ozbiljnije nesreće, savezi će zaposliti timove vojnika. Ne nalik većini agenata, čiju pažnju mogu odvući društveni podanici, teško je zbuniti vojnike, koji obično otvore vatru na prvi znak nevolje. Vojnici su prijetnja čak i najbolje utvrđenim bazama, i ako ih se vojni podanici ne uspiju riješiti, vojnici mogu pobiti velik broj podanika i radnika u istom području.

### Super agenti
Svaki antiteroristički savez ima svog Super agenta. Parodije glavnih likova brojnih akcijskih, špijunskih i borilačkih filmova koji završavaju pogubljenjem ili onesposobljavanjem glavnog negativca, oni su elitne jedinice koji su poslani sa zadatkom da sabotiraju igračevu kriminalističku operaciju kada sve ostale metode završe neuspješno. Super agente nemoguće je ubiti na normalan način. Doduše, za svakog Super agenta povezuje se posebna misija koja igraču pomaže da ih se riješi zauvijek. Misije su obično prilično satirične.
Super agenti pojavljuju se sljedećim redoslijedom.
- Mariana Mamba: Super agentica S.M.A.S.H. saveza. Satira na svaku od oskudno odjevenih heroina i Bondovih djevojaka, Mamba je sposobna zavesti igračeve podanike i učiniti ih neodanima, što rezultira podanikovim napuštanjem baze i igrača. Igrač ju može ukloniti iz igre na način da ju učini morbidno pretilom. Mambino kodno ime jest 'Amazonska ratna kraljica'.

- Jet Chan: Super agent A.N.V.I.L. saveza. Inspiriran likovima heroja akcijskih filmova Hong Konga, Chanove su vještine u potpunosti temeljene na borilačkim vještinama. Chanovo je kodno ime 'Agent Bruce', a njegovo je pravo ime očita kombinacija imena Jet Lija i Jackie Chana. Chanov je ponos njegova fatalna mana; uklanja ga se iz igre kada igrač zarobi Chanovog nekadašnjeg učitelja borilačkih vještina i od njega nauči sve Chanove poteze. Nakon što je pobijeđen u formalnom sukobu, Chan prestaje biti zapreka igračevom napretku.

- Katarina Frostanova: Super agentica H.A.M.M.E.R. saveza. S kodnim imenom 'Ledena kraljica', Frostanova posjeduje sposobnost učiniti se nevidljivom. U tom stanju može ubijati podanike u jednom napadu. Odrastajući bez obitelji, tajna njene slabosti leži u njenoj prošlosti. Ako igrač ukrade (a zatim uništi) Katarininog dugo zaboravljenog plišanog medvjedića, Katarina doživljava živčani slom i biva uklonjena iz igre.

- Dirk Masters: Super agent P.A.T.R.I.O.T. saveza. Sa sposobnošću upravljanja dvijema strojnicama u njegovim velikim rukama, Dirkovo je kodno ime 'Agent Rambo'. Naizgled nezaustavljiv, Masters biva pobijeđen ako igrač odabere mučiti ga u bačvi kemikalija koje reagiraju s Mastersovim anaboličkim steroidima. Nakon izvršenja ovog zadatka, Dirk postaje bezuman mutant, te prestaje predstavljati prijetnju.

- John Steele: Super agent S.A.B.R.E. saveza. Dok Steelovo kodno ime ne pokazuje točan izvor njegova izvornog lika ('Super cool tip'), očito se temelji na vrhunskom špijunu, Jamesu Bondu. Steele je sposoban pokvariti igračev siguronosni sustav na staromodni način, poništavajući postavke za otvaranje vrata, izazivajući eksplozije te nasumično paleći sirene za uzbunu. Ne nalik ostalim Super agentima (produljujući satiru Jamesa Bonda), Steele nema točno određenu metodu kojom ga se može ukloniti iz igre. Samo na samome kraju cjelokupne igre moguće je ubiti Steela.

## Nečasne radnje
Misije koje se vrše na Ekranu svjetske dominacije poznate su kao nečasne radnje (Acts of Inafamy). Ove misije obično imaju kao glavni cilj krađu nekog vrijednog i rijetkog predmeta, otmicu civila, ili jednostavno stvaranje kaosa kroz čitav svijet. Sve ove misije povećavaju igračevu Ozloglašenost (Notoriety), različitim količinama.
Mnoge nečasne radnje daju naslutiti kako iza velikog broja misija stoji "zla organizacija", poput kubanske krize. Ostale daju naslutiti želje programera igre, poput misije u kojoj igrač mora uništiti Nashville u pokušaju da liši svijet Country glazbe.

## Kritike
Tijekom puštanja igre u prodaju, Evil Genius bio je hvaljen zbog svoje originalnosti i velikog broja satiričnog sadržaja, kao i preuveličavanja istog; ipak, igra je sadržavala mnoge bugove različitih težina. Većina je ovih bugova popravljena u službenoj zakrpi ubrzo nakon puštanja igre u prodaju. Doduše, neki manji bugovi te problemi vezani za likove i predmete i dalje ostaju prisutni. Neki od bugova uključuju:
- Nemogućnost pravilnog istraživanja pojedinih predmeta,
- Kod pristalica buggovit je, radi čega pristalice dobivaju negativne posljedice prisustvovanjem u nečasnim radnjama.

Neslužbena zakrpa napravljena je kako bi uklonila neke od bugova koji nisu popravljeni u službenoj zakrpi, kao i ostale promjene u sadržaju igre.